# Суха Арафат
Суха Арафат (араб. سهى عرفات; уроджена Суха Дауд Тавіль (араб. سهى داود الطويل) 17 липня 1963) — вдова колишнього президента Палестинської автономії Ясіра Арафата.

## Раннє життя та освіта
Суха народилася в Єрусалимі 17 липня 1963 року в заможній римо-католицькій родині, яка жила в Наблусі, а потім у Рамаллі (обидва міста в той час перебували під владою Йорданії).Батько Сухи Дауд Тавіль, банкір з Оксфордською освітою, народився в Яффо (нині частина Тель-Авіва). Дауд Тавіль мав бізнес як на Західному березі річки Йордан, так і в Йорданії.
Мати Сухи, Раймонда Хава Тавіль, народилася в Акко, належить до родини Хава з Акри, відомих власників нерухомості в районі Хайфи. Вона була поетесою та письменницею. Раймонда Тавіль стала палестинською політичною активісткою після 1967 року і була кілька разів заарештована ізраїльтянами, що зробило її зіркою ЗМІ. Вона також була відомою палестинською журналісткою. Суха, яка виросла в Рамаллі, потрапила під впливом політичної активності своєї матері, яка в 1970-х роках вела репортажі зі свого бюро новин у Східному Єрусалимі, що перебувало під впливом ОВП.
Суха відвідувала монастирську школу, Rosary Sisters' School, у Бейт-Ханіні, Єрусалим. У віці 18 років вона поїхала на навчання до Парижа, де жила зі своєю старшою сестрою, яка була одружена з Ібрагімом Сусом, тодішнім послом ОВП у Франції.

## Одруження з Арафатом
Незабаром після свого від'їзду з Парижа Арафат попросив Суху поїхати з ним до Тунісу (де був притулок Організації визволення Палестини). Вона стала його економічним радником і коханкою у вигнанні в Тунісі.
Суха таємно вийшла заміж за Арафата 17 липня 1990 року, коли їй було 27 років, а йому 61 рік. Весілля, однак, трималося в таємниці, оскільки Арафат часто заявляв, що він неодружений, тому що «одружений на палестинській справі».. Суха прийняла іслам кількома місяцями раніше. Їхня єдина дитина, дочка Захва, народилася 24 липня 1995 року в Нейї-сюр-Сен, Франція. Захва була названа на честь матері Арафата.
Подружжя та їхня дочка Захва жили на розкішній віллі в секторі Газа аж до початку другої інтифади, хоча Суху ніколи не прийняли на палестинських територіях, вона явно дискредитована і небажана. Вона сама їздила запиленими  та зруйнованими вулицями Рамалли в дорогих німецьких лімузинах і носила дизайнерський одяг із Парижа та Лондона. У політичному плані Арафат ніколи не користувався підтримкою своєї дружини. Вона неодноразово викликала невдоволення палестинського керівництва, наприклад, висміюючи мир за посередництва США, який її чоловік і Біньямін Нетаньяху підписали 1998 року. Під час візиту тодішньої першої леді США Гілларі Клінтон до Рамалли вона звинуватила Ізраїль в отруєнні палестинської території отруйним газом, що стало причиною зростання захворюваності на рак. Клінтон піддалася критиці за те, що не відреагувала негайно. Від цих звинувачень вона дистанціювалася тільки наступного дня в Йорданії.
З 2001 року Суха з дочкою жила в люксі розкішного паризького готелю «Брістоль». За чутками, під час перебування там вона отримувала від Арафата щомісячну допомогу на загальну суму близько 100 тис. доларів. Однак на ці гроші також оплачували її свиту та особисту охорону. Ворожнеча між палестинськими представниками та Сухою досягла тимчасової кульмінації наприкінці 2004 року під час госпіталізації Арафата в Парижі. Вирази солідарності членів усіх національних партій і організацій на адресу смертельно хворого президента, з одного боку, і глузування і злість на адресу Сухи — з іншого, ясно показали глибоку неприязнь палестинців. Причина ворожості — мільярдні активи ОВП, якими Арафат керував до своєї смерті. Невідомо, чи існує заповіт. У 2005 році вона прийняла запрошення короля Саудівської Аравії Фахда і вперше взяла участь у хаджі до Мекки.
31 жовтня 2011 року суд першої інстанції Тунісу видав міжнародний ордер на арешт Сухи у зв'язку з корупцією в діловій угоді за участю колишньої першої леді Тунісу Лейли Бен Алі у 2006 році. Спочатку Суха заявила про свою повну співпрацю з туніською прокуратурою, але незабаром після цього вона засудила судове переслідування як туніську схему, спрямовану на те, щоб зганьбити її й палестинську справу. На той час вона проживала на Мальті. Вона також заперечила повідомлення про наявність у неї грошей або майна, що належать палестинській національній справі, і заявила, що виступає проти нормалізації відносин з Ізраїлем.

## Інші види діяльності
27 листопада 2012 року за розпорядженням Сухи тіло Арафата було ексгумовано на Західному березі річки Йордан для того, щоб взяти зразки з його останків. Метою ексгумації, за словами Сухи, було визначити, чи був він отруєний полонієм.
Станом на 2011 рік вона жила з дочкою на Мальті.
Після смерті Арафата Суха і Захва стверджували у французьких судах, що Арафат був убитий, можливо, шляхом отруєння. Вони програли позови та апеляції, а у 2017 році звернулися до Європейського суду з прав людини, стверджуючи, що французька влада не забезпечила справедливого судового розгляду їхньої справи, відмовившись долучити додаткові експертні докази. У 2021 році Суд відхилив їхню скаргу як неприйнятну.